# Петро Гнідич (медик)
Петро Петрович Гнідич (Гнідич-Паскевич) (бл. 1750, Котельва, Охтирський полк — 1817) — український вчений-медик, ботанік, піонер українських отоларингології та епідеміології. Випускник Лейпцизького університету, доктор медицини.

## Життєпис

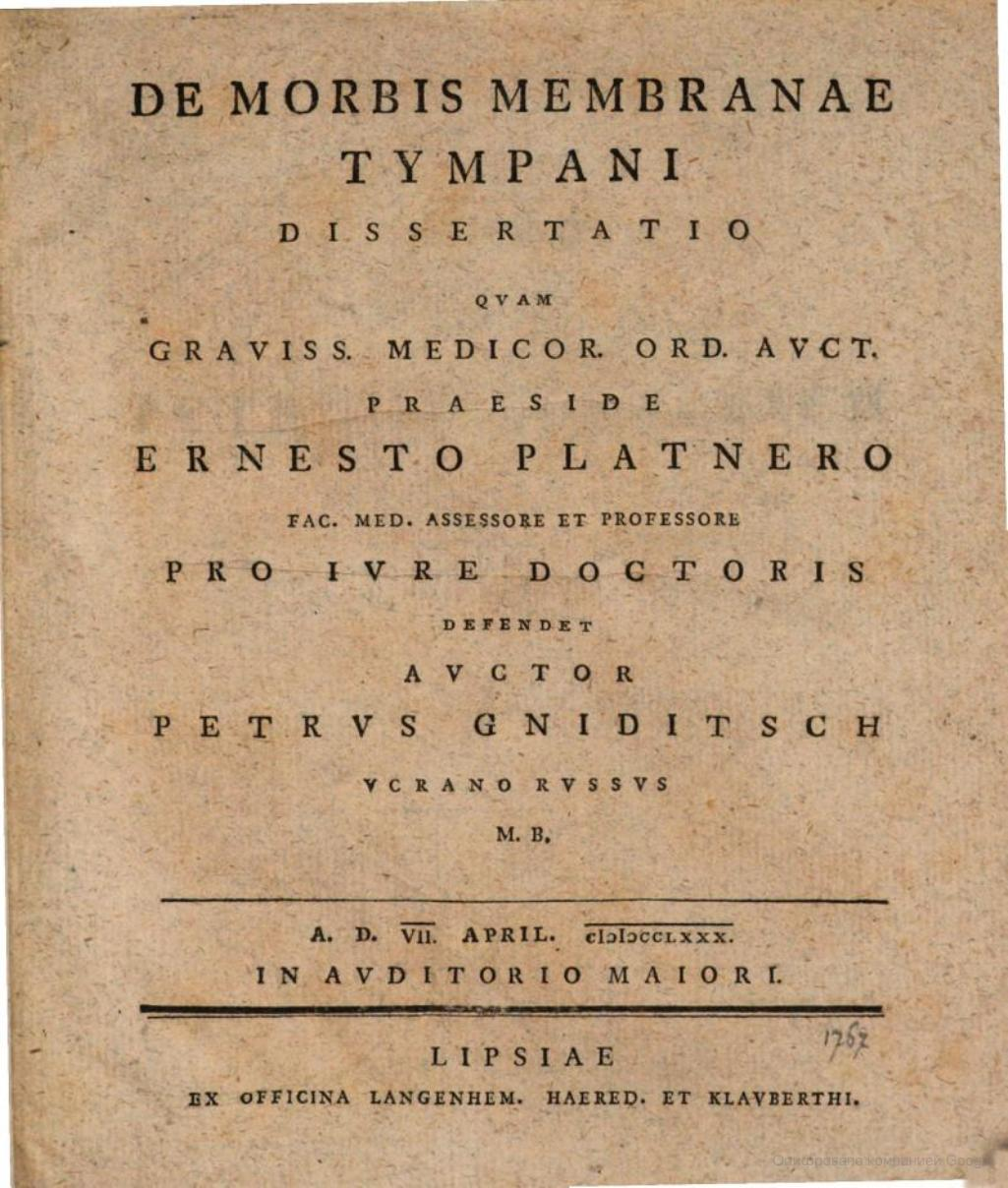
Титульна сторінка докторської дисертації Петра Гнідича

Народився близько 1750 року в родині спадкового котелевського сотника Охтирського козацького полку Петра Йосиповича Гнідича. Котелевськими сотниками також були дід, прадід і прапрадід Петра Петровича Гнідича. Матір могла походити з козацько-старшинського роду Паскевичів. У деяких документах Петро названий Гнідичем-Паскевичем.
Початкову освіту отримав у Києво-Могилянській академії. У 1769 році вступив на службу до Котелевської сотенної канцелярії. У 1773 році як здібний канцелярист переведений до Петербурга — до канцелярії Сенату Російської імперії. Проте замість кар'єри у владному апараті обрав заняття природничими науками, якими зацікавився ще під час навчання у Києві. У 1775 році в чині канцелярського служника вирушає до Саксонії, де вступає до Лейпцизького університету.
У Лейпцигу вивчає медицину, знайомиться з видатним німецьким ученим — лікарем, ботаніком, натуралістом Крістіаном-Фрідріхом Людвіґом. У співавторстві з ним видає у 1778 році наукову працю «De pulvere Antherarum» («Про квітковий пилок»). Того ж року друкує в Лейпцигу власний твір — «Von einigen Arzneimitteln und Krankheiten der russischen Völkerschaften» («Про деякі ліки та недуги руського народу»). У 1780 році захищає у Лейпцизькому університеті докторську дисертацію під назвою «De morbis membranae tympani» («Про захворювання барабанної перетинки»). У дипломі доктора медицини вказаний як Петро Гнідич-Паскевич.
У 1782 році повернувся в Україну. Отримав посаду лікаря у Київському намісництві. Відзначився ефективною боротьбою з епідеміями. Помер у 1817 році в чині надвірного радника.

## Родина
Був одружений з Катериною Пономарьовою — донькою українського дворянина, відкупника Івана Пономарьова. Мав трьох синів — Івана, Олексія та Петра, а також — доньку Катерину (у шлюбі Татаринова). Племінник Микола Іванович Гнєдич (1784—1833) — письменник і перекладач, видавець творів Пушкіна.